# Nodo inganini?
A Nodo inganini? (hangul: 너도 인간이니?, RR: Neodo Inganini?), angol címén Are You Human? egy 2018-ban bemutatott dél-koreai televíziós sorozat, melyet a KBS2 csatorna vetített Szo Gangdzsun (Seo Kang-joon) és Kong Szungjon (Gong Seung-yeon) főszereplésével.

## Szereplők
- Szo Gangdzsun (Seo Kang-joon) (서강준): Namsin/Namsin III (남신/남신III, Nam Shin/Nam Shin III)
- Kong Szungjon (Gong Seung-yeon) (공승연): Kang Szobong (강소봉, Kang So-bong)

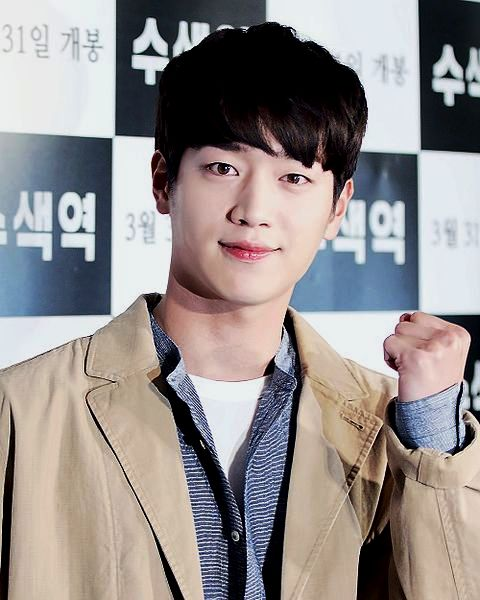
Szo Gangdzsun (Seo Kang-joon)